# Wolfgang Lungershausen
Wolfgang Lungershausen (* 27. November 1925 in Weida; † 15. Januar 2001) war in der DDR Generaldirektor mehrerer bedeutender Großbetriebe. Darüber hinaus war er von 1963 bis 1981 Abgeordneter der Volkskammer der DDR.

## Leben
Lungershausen wurde 1925 im thüringischen Weida als Sohn eines Angestellten geboren. Er besuchte Volksschule und die Oberschule. Am 8. Januar 1943 beantragte er die Aufnahme in die NSDAP und wurde zum 20. April desselben Jahres aufgenommen (Mitgliedsnummer 9.359.714). Nach dem Abitur wurde er 1943 zum Kriegsdienst eingezogen, er geriet in Kriegsgefangenschaft.
Nach seiner Entlassung wurde Lungershausen 1945 Mitglied des FDGB und war zunächst als Bauhilfsarbeiter und Weber tätig. 1947 erhielt die Möglichkeit, ein Studium der Volkswirtschaft an der Universität in Jena aufzunehmen, welches er bereits 1950 an der Leipziger Universität als Diplom-Wirtschaftler abschloss. Damit verbunden war der Eintritt in die SED. Im Anschluss an das Studium wurde Lungershausen zum renommierten Schreibmaschinenhersteller VEB Optima Erfurt delegiert, wo er zunächst als Assistent des Werkleiters eingesetzt wurde. Einige Zeit später arbeitete er bereits als Hauptbuchhalter des Betriebes. Nach dem Arbeiteraufstand vom 17. Juni 1953, bei dem auch im Optima-Werk ein Streik stattfand, wurde Lungershausen mit gerade einmal 28 Jahren zum Werkleiter des Großbetriebes ernannt. Dies führte auch dazu, dass er 1954 als Mitglied in die SED-Bezirksleitung Erfurt kooptiert wurde, der er bis 1969 angehörte.
Am 1. April 1960 stieg Lungershausen eine weitere Sprosse auf der Karriereleiter hinauf. Er wurde zum Generaldirektor der VVB Büromaschinen ernannt, die sich ab 1964 VVB Datenverarbeitung und Büromaschinen Erfurt nannte. In dieser VVB waren über 10 bedeutende Betriebe im Bereich Büromaschinen und Datenverarbeitung vereinigt. Durch die Förderung der Kybernetik unter der Ägide Walter Ulbrichts kam diesen Betrieben eine zentrale Bedeutung beim massenhaften Einsatz von Rechentechnik in der DDR-Wirtschaft zu. Um Lungershausen auch politisch besser zu verankern, wurde er von der SED 1963 erstmals als Kandidat zu den Volkskammerwahlen aufgestellt. In der Folge war er bis 1981 Abgeordneter des DDR-Parlaments. Ab 1967 gehörte er dem Ausschuss für Industrie, Bauwesen und Verkehr an.

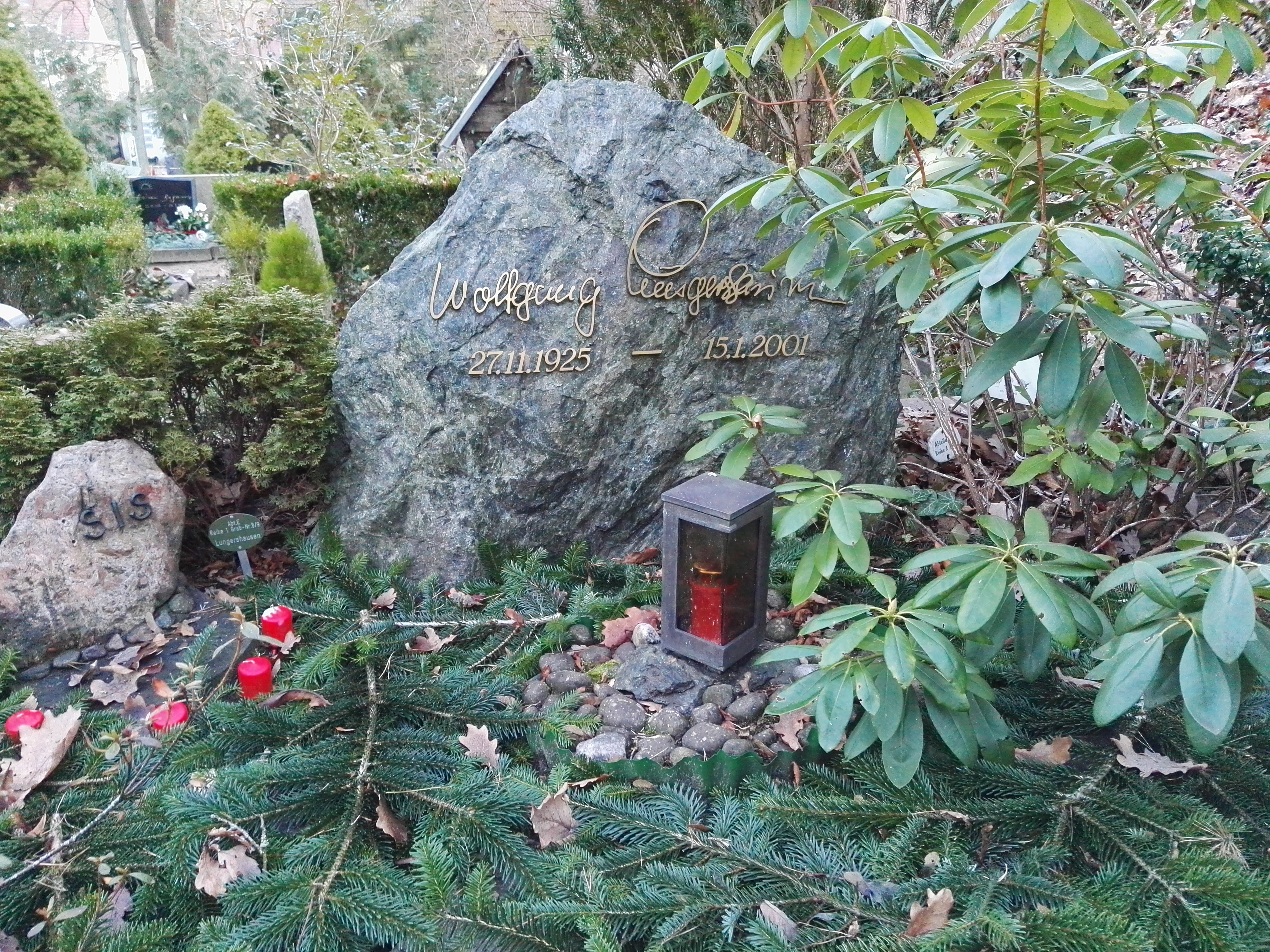
Grabstätte

Parteiintern rückte Lungershausen jedoch nie in die höchsten Parteigremien vor; er war weder Kandidat noch Mitglied des ZK der SED. Dennoch gehörte er in den 1960er Jahren zu einer Riege von jungen Führungskräften der DDR-Wirtschaft, die in dem vor allem von Erich Apel vorangetriebenem NÖSPL große Verantwortung trugen. Im April 1969 wurden aus der VVB Datenverarbeitung und Büromaschinen die Kombinate Robotron (Rechentechnik) und Zentronik Sömmerda (Büromaschinen, Datenerfassung und mittlere Datentechnik) gegründet. Aus der Büromaschinentechnik kommend wechselte Lungershausen folgerichtig 1970 als Direktor für Plandurchführung ins Kombinat Zentronik, was für den vormaligen Generaldirektor zunächst einem Abstieg gleichkam, nach der Abkehr vom NÖSPL allerdings kein ungewöhnlicher Vorgang war. Nach dem Machtwechsel von Ulbricht zu Honecker 1971 fand die SED aber auch für Lungershausen wieder eine neue Aufgabe. 1972 löste er Rudolf Heinze als Generaldirektor der VVB Bauelemente und Vakuumtechnik Berlin ab. Diese VVB war eine Vereinigung von Betrieben der Mikroelektronik und Fernseh- und Rundfunktechnik. Nachdem die VVB 1978 in die Kombinate Mikroelektronik Erfurt und Elektronische Bauelemente Teltow aufgeteilt wurde, führte Lungershausen das Teltower Kombinat bis zu seinem Ruhestand 1990 als Generaldirektor an. Dem Kombinat kam eine zentrale Rolle in der Herstellung von Bauteilen für Robotron-Computer zu. Zuletzt war er als Geschäftsbereichsleiter „Berufliche Weiterbildung“ an der Akademie für Führungskräftefortbildung der Wirtschaft (AFW) beschäftigt.
Lungershausen war verheiratet und Vater eines Sohnes. Er starb im Alter von 75 Jahren. und wurde auf dem Friedhof Rahnsdorf-Wilhelmshagen in Berlin bestattet.

## Ehrungen
- 1959 Ehrentitel „Verdienter Aktivist“
- 1963 Orden „Banner der Arbeit“ Stufe I[7]
- 1984 Vaterländischer Verdienstorden in Gold[8]
- 1987 Ehrentitel „Verdienter Techniker des Volkes“[9]
- Verdienstmedaille der Nationalen Volksarmee in Bronze und in Silber